# Ilse Peternell
Ilse Peternell (* 2. Dezember 1928 in Götzis; † 30. April 2011 in Klagenfurt) war eine österreichische Schauspielerin.

## Leben

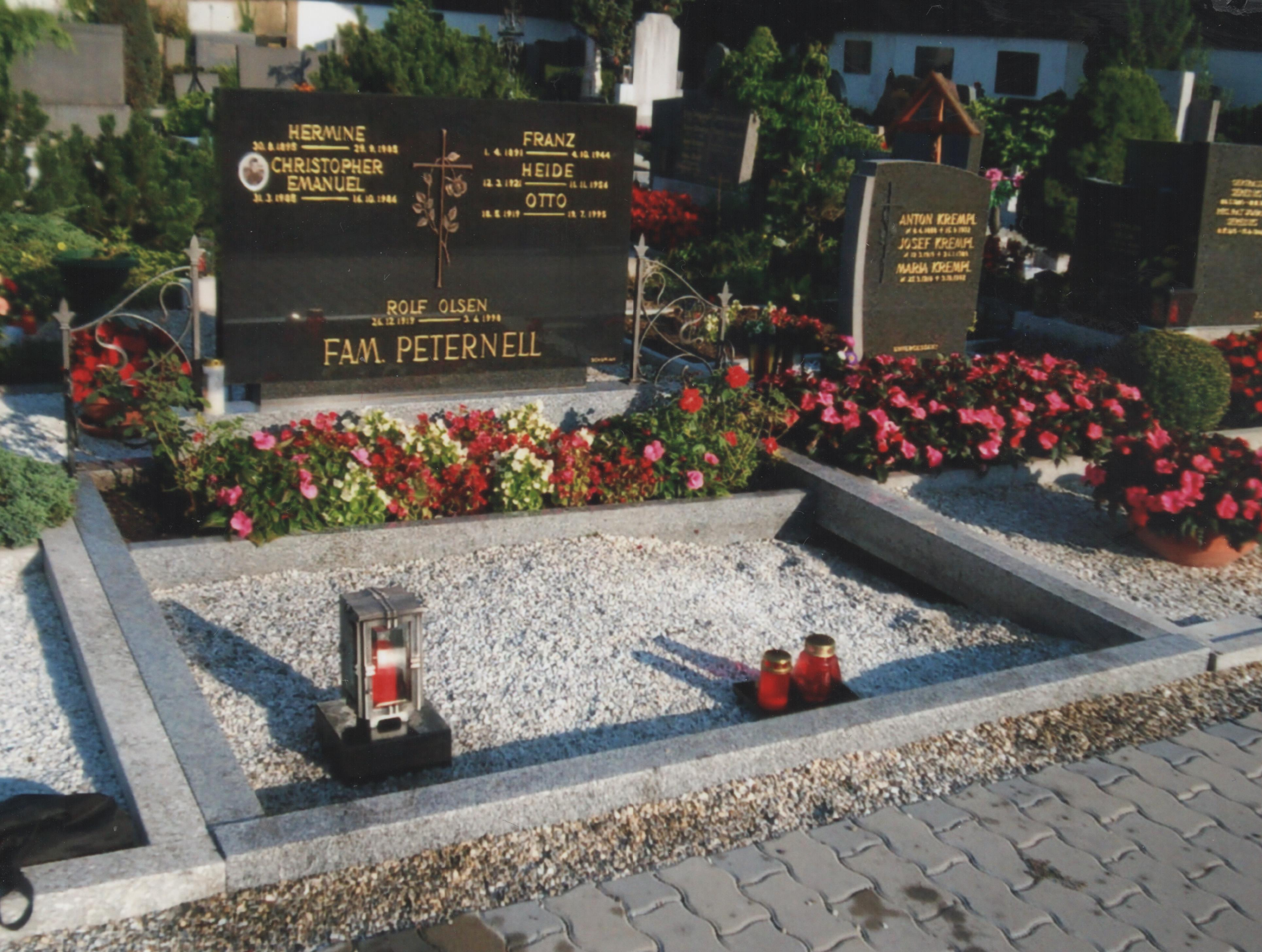
Grabstätte in Klagenfurt

Die gebürtige Vorarlbergerin hatte die Volks- und Realschule besucht. Gleich nach Kriegsende erhielt sie ihre künstlerische Ausbildung an der Wiener Akademie für Musik und darstellende Kunst und genoss nebenbei eine Tanzausbildung. Unmittelbar danach debütierte die 18-Jährige sowohl beim Film als auch an der Bühne. Schon ihr Leinwanddebüt „Wintermelodie“, ein 1946/47 entstandenes Liebeslustspiel um eine Frau zwischen vier Männern, in dem sie die weibliche Hauptrolle einer Skilaufmeisterin namens Blanche Neige (= Weißer Schnee) verkörperte, machte Ilse Peternell bekannt.
Dennoch konnte sie erst mit Beginn der 1950er Jahre ihre Filmkarriere fortsetzen. Meist sah man sie in  Lustspielen und historisierenden k.u.k.-Filmen (Kaiserwalzer, Der Kongreß tanzt, Kaiserball) aus der Hand des Regieroutiniers Franz Antel. Seit Beginn der 1960er Jahre wurde Ilse Peternell immer wieder von ihrem Mann, dem Schauspieler und Regisseur Rolf Olsen, mit kleineren Filmrollen bedacht. Darüber hinaus wirkte Ilse Peternell in Fernsehproduktionen mit.
Sie ist neben ihrem Mann auf dem Friedhof Klagenfurt St. Martin beerdigt.

## Filmografie
- 1947: Wintermelodie
- 1951: Der alte Sünder
- 1951: Eva erbt das Paradies
- 1951: Hallo Dienstmann
- 1952: Der Mann in der Wanne
- 1953: Ideale Frau gesucht
- 1953: Heute nacht passiert’s
- 1953: Kaiserwalzer
- 1953: Geh mach Dein Fensterl auf
- 1954: Rosen aus dem Süden
- 1954: Kaisermanöver
- 1954: Verliebte Leute
- 1955: Versuchung
- 1955: Der Kongreß tanzt
- 1956: Pulverschnee nach Übersee
- 1956: Das Liebesleben des schönen Franz
- 1956: Kaiserball
- 1956: Roter Mohn
- 1957: Vier Mädels aus der Wachau
- 1958: Liebe, Mädchen und Soldaten
- 1960: Die Glocke ruft (Glocken läuten überall)
- 1961: … und du mein Schatz bleibst hier
- 1961: Unsere tollen Tanten
- 1963: Hochzeit am Neusiedler See
- 1964: Unsere tollen Tanten in der Südsee
- 1964: Heiß weht der Wind
- 1966: In Frankfurt sind die Nächte heiß
- 1966: Das Spukschloß im Salzkammergut
- 1967: Das Rasthaus der grausamen Puppen
- 1969: Alle Kätzchen naschen gern
- 1970: Das Stundenhotel von St. Pauli
- 1970: Wenn du bei mir bist
- 1970: Der Pfarrer von St. Pauli
- 1971: Käpt’n Rauhbein aus St. Pauli
- 1971: Die Kompanie der Knallköppe
- 1973: Unsere Tante ist das Letzte
- 1974: Ay, ay, Sheriff (TV)
- 1974: Schwarzwaldfahrt aus Liebeskummer
- 1978: Die munteren Sexspiele der Nachbarn
- 1979: Ekstase – Der Prozeß gegen die Satansmädchen
- 1993: Almenrausch und Pulverschnee (TV-Serie, 4 Folge)
- 1995: Tierärztin Christine II: Die Versuchung (TV)
- 1996: Der Bockerer II – Österreich ist frei
- 2003: Alles Glück dieser Erde (TV)
- 2007: Die Rosenkönigin (TV)
- 2010: Der Chinese (TV)